# Léonce de Byzance
Pour les articles homonymes, voir Léonce.
Ne doit pas être confondu avec Léonce de Jérusalem (moine) ou Léonce de Constantinople.
Léonce de Byzance, en grec Λεόντιος Βυζάντιος, en latin Leontius Byzantinus, est un théologien byzantin du VIe siècle.

## Biographie
C'est un auteur dont l'identité a été beaucoup discutée : en fait, il semble qu'il y ait eu plusieurs moines ou théologiens connus portant le nom de « Léonce » au VIe siècle, et d'autre part toutes les œuvres qui lui ont été attribuées ne sont pas du même auteur ni de la même époque. Les travaux qui ont été déterminants pour élucider la question ont notamment été ceux de Friedrich Loofs et de Wilhelm Rügamer à la fin du XIXe siècle, et ceux de Marcel Richard au milieu du XXe siècle.
Léonce de Byzance est né à la fin du Ve siècle, probablement entre 475 et 490, à Constantinople. Dans un texte à l'authenticité indiscutée (Adv. Nest. et Eutych.), il déclare qu'il adhéra dans sa jeunesse au nestorianisme, mais qu'il fut ensuite converti à l'« orthodoxie » par de « saints hommes ». Les recherches de M. Richard rendent possible l'identification de l'auteur de cet ouvrage (appelé « Léonce le Moine » ou « Léonce l'Ermite » dans les manuscrits) avec le moine origéniste Léonce « Byzantin par sa naissance » qui apparaît dans la Vie de saint Sabas de Cyrille de Scythopolis. Il aurait donc été moine, à partir de 519, à la « Nouvelle Laure » fondée à Jérusalem en 507 par des moines origénistes dirigés par l'abbé Nonnos. Il aurait accompagné Sabas le Sanctifié à Constantinople vers 530, et se serait brouillé avec lui peu après. Ensuite, il aurait contribué à l'accession à l'épiscopat, en 536, de Théodore Ascidas, sorti lui aussi de la « Nouvelle Laure ». Après un nouveau séjour en Palestine, il aurait regagné la capitale en 542. 
Il serait en revanche à distinguer de Léonce de Jérusalem, un théologien contemporain fermement partisan de la doctrine de Cyrille d'Alexandrie (et tenant du « néochalcédonisme »). C'est ce dernier qui serait le Léonce « apocrisiaire des moines de la sainte cité » (c'est-à-dire de Jérusalem), présent aux discussions avec les monophysites organisées par l'empereur Justinien en 532, et aussi au concile du patriarche Mennas en 536. Il faudrait aussi ne pas le confondre avec le Léonce qui fit partie de la délégation des « moines scythes » envoyée à Rome auprès du pape Hormisdas en 519 pour le persuader d'accepter la formule théopaschite « Unus e Trinitate passus est ». 
Il faut sans doute aussi le distinguer de Léonce de Constantinople, prêtre, auteur de CPG 7888-7900, dont les œuvres sont postérieures à 557.
Léonce de Byzance mourut après 543, sans doute peu après, et probablement à Constantinople.

## Œuvre
Le principal texte lié au nom de Léonce de Byzance est le Contre les Nestoriens et les Eutychiens (en latin Adversus Nestorianos et Eutychianos Libri III). Il est dirigé non seulement contre les doctrines opposées de Nestorius et d'Eutychès, mais aussi contre l'édit anti-origéniste promulgué par l'empereur Justinien en janvier 543, et il est antérieur à l'édit contre les Trois Chapitres qui date de la fin 544 ou du début 545. Léonce apparaît dans cet ouvrage comme un représentant du courant « vieux-chalcédonien », renvoyant dos à dos le nestorianisme et le monophysisme comme deux exagérations opposées, et sans proximité spéciale avec Cyrille d'Alexandrie. Le livre I définit les deux hérésies : les monophysites mettent trop l'accent sur la divinité de Jésus-Christ, si bien que pour eux la rédemption est déjà accomplie dans l'incarnation elle-même, et non dans la crucifixion ; les nestoriens tombent dans l'excès inverse, ne voyant presque dans le Christ que l'homme. Le livre II décrit une dispute entre un aphthartodocète (partisan de Julien d'Halicarnasse) et un « orthodoxe ». Le livre III est sans doute tiré du compte-rendu de discussions officielles avec des nestoriens venus de Perse qui eurent lieu à Constantinople vers 527 ; l'auteur s'emploie à y réfuter 204 thèses de Diodore de Tarse, Théodore de Mopsueste et Nestorius ; la charge contre Théodore de Mopsueste et l'école théologique d'Antioche apparaît comme une réplique point par point à l'édit contre Origène, fondateur de l'école d'Alexandrie.
Appartiennent aussi aux écrits authentiques de Léonce de Byzance : la Solutio argumentorum Severi (en grec Έπίλυσις), une réfutation sous forme de dialogue de la doctrine de Sévère d'Antioche, qui, comme le révèle son prologue, est postérieure à l'Adv. Nest. et Eutych. ; et les Triginta capita adversus Severum (en grec Έπαπορήματα), un court traité sur le même sujet.
Parmi les ouvrages qui lui ont été attribués, mais ne seraient pas de lui, citons : l'Adversus fraudes Apollinaristarum, un opuscule dont le sujet est de dénoncer l'attribution à des auteurs reconnus orthodoxes (Grégoire le Thaumaturge, Athanase d'Alexandrie, le pape Jules Ier) de textes d'Apollinaire de Laodicée ; deux traités Adversus Monophysitas (en deux livres) et Adversus Nestorianos (en neuf livres), ce dernier étant un classique de la théologie dans les Églises chalcédoniennes.
Léonce de Byzance ne nous est guère connu qu'à travers son œuvre. Il y apparaît comme un philosophe éclectique, puisant aussi bien chez Aristote (pour la logique) que chez les néoplatoniciens. Ses références philosophiques furent critiquées par certains de ses contemporains : dans un ouvrage qui lui a jusqu'à récemment été attribué (en latin le De sectis), il aurait tenté de défendre son anthropologie néoplatonicienne (en fait, ce texte est actuellement daté d'entre 581 et 607, d'une époque trop tardive donc).

## Pensée
Léonce de Byzance est considéré comme le premier représentant de la scolastique byzantine, c'est-à-dire l'expression de la théologie chrétienne dans le langage de la logique aristotélicienne. C'est ainsi qu'il a tenté de clarifier le Symbole de Chalcédoine par sa doctrine de l'« enhypostasie » (ένυποστασία).
Son point de départ est la distinction que fait Aristote entre « essence » (ούσία) et « hypostase » (ύπόστασις). Le mot ούσία désigne ici des catégories très générales d'êtres (« Dieu, les anges, l'homme, les animaux, les plantes »). Plus proches de la réalité concrète sont le « genre » (γένος) et l'« espèce » (είδος), avec leurs qualités propres. Un être concret est une ύπόστασις, avec également ses qualités propres, qui sont appelées « accidents » (συμβεβηκότα), mais on distingue les accidents inséparables et séparables. Le mot « nature » (φύσις) est synonyme d'« essence » ou d'« espèce », tandis qu'ύπόστασις a pour synonymes πρόσωπον (« personne ») ou άτομον (« individu »).
Le mot ύπόστασις renvoie donc uniquement, comme chez Aristote, à la catégorie logique d'« être individuel », qui seul existe réellement, tandis qu'une « nature » n'existe pas en elle-même (καθ'έαυτήν), mais seulement dans les individus. Il faut noter que, dans cette analyse purement logique de la réalité, le mot « personne », si on l'emploie, n'a absolument pas le sens d'« être spirituel », et aucune problématique de cette sorte n'est présente.
De ces prémisses, Léonce tire donc une conclusion fondamentale : « Pas de nature en dehors des hypostases » (Ούκ έστι φύσις άνυπόστατος), ce qui est typiquement une formule anti-platonicienne et aristotélicienne. 
Mais il y a des hypostases simples, constituées d'une seule nature, et d'autres complexes, formées par une union de natures : ainsi Léonce prend l'exemple de l'homme, composé d'un corps et d'une âme. Il conçoit donc qu'on puisse définir une « nature » comme une combinaison de propriétés entrant dans la composition d'une hypostase (qui soit un πράγμα, un « quelque chose », sans être une ύπόστασις). Sur ce point, il s'écarte de l'analyse purement logique et de la pensée d'Aristote, pour qui il faut toujours partir des hypostases (les êtres individuels concrets) pour définir les « essences » ou les « espèces ». Dans le cadre de l'analyse logique d'Aristote, dire que l'homme est composé de deux « natures » n'aurait pas de sens.
C'est en tout cas la présence constitutive, par exemple, de l'âme et du corps en l'homme, que Léonce appelle ένυποστασία. Et c'est ainsi qu'il veut expliquer la coexistence de la nature divine et de la nature humaine dans l'unique hypostase de Jésus-Christ : la nature humaine est « enhypostasiée » dans la personne du Fils de la Trinité.
La façon dont il présente l'union de l'âme et du corps en l'homme, et le parallèle qu'il établit avec l'union de la divinité et de l'humanité en Jésus-Christ (en utilisant la même notion d'« enhypostasie »), est un des principaux éléments de coloration origéniste dans ses écrits.

## Textes
- Patrologia Graeca 86 a et b.
- Références actualisées : CPG 6813-6820
- Édition critique avec traduction anglaise des six traités : Brian E. Daley, Leontius of Byzantium: Complete Works (Oxford Early Christian Texts), Oxford, New York, Oxford University Press, 2016, xvii + 616 p.  (ISBN 978-0-19-964523-7).